# Karl Heyl
Karl Heyl (* 6. September 1812 in Leisel; † 17. November 1893 in Saarbrücken) war Jurist und Mitglied des Reichstags des Norddeutschen Bundes.

## Leben
Heyl studierte von 1827 bis 1830 Rechtswissenschaften in Heidelberg, war später Friedensrichter und anschließend Amtsgerichtsrat in Saarlouis und Saarbrücken. Von 1849 bis 1862 und erneut von 1867 bis 1879 war er Mitglied des Preußischen Abgeordnetenhauses.
Ab 1867 war er Mitglied des Reichstags des Norddeutschen Bundes und des Zollparlaments für den Wahlkreis Trier 4 (Saarlouis, Merzig, Saarburg). Im Konstituierenden Reichstag von 1867 schloss er sich dem Altliberalen Zentrum an und im Ersten Ordentlichen Reichstag von 1867 bis 1871 gehörte er der Fraktion der Freien Vereinigung an.
Von 1867 bis 1870 war er für den gleichen Wahlkreis und von 1871 bis 1879 für den Wahlkreis Saarbrücken-Ottweiler-St. Wendel Mitglied des Preußischen Abgeordnetenhauses. In beiden Legislaturperioden blieb er fraktionslos.